# Тавче гравче
Та́вче гра́вче — блюдо македонской кухни, жареные бобы на сковородке. В сербской кухне есть сходное блюдо пребранац.
Название блюда состоит из двух слов: «тавче» — особая глиняная посуда, и «гравче» — фасоль. Другие названия блюда — гравче на тавче, фасоль по-македонски.
Для приготовления предпочтительна крупная белая фасоль сорта тетовец, культивируемая в районе города Тетово.
Помимо белой фасоли в состав блюда входят репчатый лук, растительное масло, красный болгарский перец и различные приправы: соль, перец, петрушка и т. д.
Фасоль перед приготовлением замачивается до разбухания и размягчения, затем варится до готовности, перед окончанием варки в неё добавляются пассерованный на масле лук и приправы. По готовности фасоли блюдо перекладывается в огнеупорную посуду — тавче — и запекается. Возможно добавление к блюду мяса.